# Étoile Filante
Étoile Filante este un club de fotbal profesionist cu sediul în Lomé, capitala statului Togo.

## Istoria clubului
Clubul a fost fondat în 1932 sub numele de Étoile Filante de Lomé. Numele clubului se traduce prin „Steaua Căzătoare din Lomé” și este cunoscut local ca „The Meteors”. Stadionul de acasă al clubului este Stade Oscar-Anthony, culorile tradiționale sunt albastru și alb.
În 1974 ca parte a reformei sportive, clubul este dizolvat de Federația Togoleză de Fotbal, a fuzionat cu Modèle de Lomé și Dynamic Togolais pentru a forma clubul Lomé I, care a fost numit mai târziu Déma Club de Lomé. În 1978, Déma Club a fost dizolvat ca parte a celei de-a doua reforme sportive. În anii 1990, clubul Étoile Filante este reformat și câștigă campionatul în 1992, doi ani mai târziu câștigă cupa națională în 1994, pe lângă cele două reușite nu au existat alte succese majore.
Étoile este unul dintre cele mai tradiționale cluburi de fotbal din Togo, cu șapte titluri de campionat de la independența în 1960, Étoile este cel mai de succes club după AC Semassi din Sokodé. Există, de asemenea, nouă campionate care au fost obținute înainte de independență și trei titluri de campionat în care Étoile Filante a fost implicată după reforma fotbalului togolez sub numele de Lomé I.
Clubul a participat de șase ori în Liga Campionilor CAF, cea mai mare realizare în această competiție a fost finala din 1968, pierdută în fața echipei congoleze Mazembe cu scorul la general 6 - 4, fiecare și-a câștigtat meciul de acasă, în tur, în RD Congo scorul s-a terminat 5 - 0, iar în retur, în Togo, scorul s-a terminat 4 - 1. Étoile a mai jucat alte două semifinale în 1975 și 1977.
Într-un accident de autobuz pe 26 noiembrie 2011, șase membri ai echipei au fost uciși în Gléi. Autobuzul s-a prăbușit într-o râpă și a ars complet, printre morți s-au numărat fostul portar național al Togoului Charles Balogou, fostul internațional Isidore Kouma, care a lucrat ultima oară ca antrenor asistent la club, medicul clubului Azianon Gnininvi, bucătarul Jean Tchapo, prezentatorul sportiv și jurnalistul Yolande Améyo Adabra și directorul general Christophe Dagbovi.

## Palmares
| Național         | Competiții           | Cea mai bună clasare | Sezoane                                  |
| ---------------- | -------------------- | -------------------- | ---------------------------------------- |
| Național         | Championnat National | Campioni             | 1961, 1962, 1964, 1965, 1967, 1968, 1992 |
| Național         | Cupa                 | Campioni             | 1956, 1958, 1961, 1994                   |
| Național         | Cupa                 | Finalistă :          | 1996                                     |
| CAF              |                      |                      |                                          |
| Liga Campionilor | Finalistă :          | 1968                 |                                          |
| Liga Campionilor | Semifinale           | 1975, 1977           |                                          |

## Performanță în competițiile CAF
| - Liga Campionilor CAF : 6 prezențe 1966 : Prima rundă 1968 : Finalistă 1969 : Sferturi de finală 1975 : Semifinale 1977 : Semifinale 1993 : Runda Preliminară | - Cupa CAF : 2 prezențe 1996 : Prima rundă 1998 : Prima rundă | - Cupa Cupelor CAF : 1 prezențe 1995 : Prima rundă |